# بلدة باي (مقاطعة أوتاوا)
بلدة باي هي واحدة من اثني عشر بلدة في مقاطعة أوتاوا، أوهايو، الولايات المتحدة. وجد تعداد عام 2000 أن هناك 1،294 شخصًا في الأجزاء غير المدمجة من البلدة.

## روابط خارجية
- موقع المقاطعة